# Alfredo Conde Cid
Alfredo Conde Cid (Allariz, 6 de gener de 1945) és un escriptor i polític gallec.
Va néixer en el si d'una família galleguista de classe mitjana. Va estudiar Nàutica en l'Escola Superior de Nàutica de La Corunya i Història en la Universitat de Santiago de Compostel·la. Va treballar com a marí i també com a professor d'Història en un col·legi privat. Va ser diputat al Parlament de Galícia com a independent en el grup del PSdeG (1981-1993) i conseller de Cultura amb Fernando Ignacio González Laxe (1987-1990). Va ser el primer president del PEN Club de Galícia (1990-1991).

## Obres
La seva primera obra va ser el poemari Mencer de lúas (1968). Però Alfredo Conde és conegut sobretot per la seva obra narrativa que va començar en 1974 amb el llibre de relats Mementos de vivos. En 1978 va publicar Contubernio catro de Tomé S. i Come e bebe que o barco é do amo. En 1981 va sortir de les premses Breixo amb el qual va obtenir el Premi de la Crítica de narrativa gallega, i el 1982 Memòria de Noa. Però Conde es va fer conegut a tota Galícia amb la publicació de Xa vai o griffón no vento (1984) amb el qual va tornar a obtenir el Premi de la Crítica de narrativa gallega el 1986. El 1989 publicà Música sacra i en 1991 amb la novel·la en castellà Los otros días guanyà el Premi Nadal. Les seves últimes obres són Sempre me matan (1995), A casa de Adara (1996) i Romasanta. Memorias incertas do home lobo (2004), portada al cinema. En 2016 li fou concedida la Medalla Castelao.